# Semebat
Le semebat est un cépage métis de France produisant des raisins noirs.

## Étymologie
Semebat signifie littéralement en basque « un fils ». Seme se traduit par « fils » et bat étant le chiffre « un ». Ces deux mots ne se rassemblent pas dans l'écriture courante, l'auteur les a unis pour créer un nouveau nom.

## Origine et répartition géographique
Le semebat est une obtention du basque Pierre Marcel Durquéty du Institut national de la recherche agronomique de Bordeaux. L'origine génétique est vérifiée et c'est un croisement des cépages Baroque  et Malbec en 1956. Le cépage est recommandé ou autorisé dans la plupart des départements du Sud et de l’Ouest de la France. En France il est très peu multiplié.
Pierre Marcel Durquety, Chargé de recherches, a réalisé de nombreux croisements intraspécifiques entre 1950 et 1980 dont sept variétés sont inscrits officiellement au catalogue des cépages, dont quatre rouges (Arinarnoa, Egiodola, Ekigaïna, Semebat) et trois blanches (Arriloba, Liliorila, Perdea).

## Caractères ampélographiques
- Extrémité du jeune rameau vert.
- Jeunes feuilles jaune verdâtre aranéeuse.
- Feuilles adultes, à 5 lobes (rarement 7 lobes) avec un sinus pétiolaire étroit à bords parallèles, des dents ogivales, moyennes, un limbe aranéeux-pubescent.

## Aptitudes culturales
La maturité est de deuxième époque tardive: 20 - 25 jours après le chasselas.

## Potentiel technologique
Les grappes sont moyennes et les baies sont de taille moyenne. La grappe tronconique, ailée et lâche. Le cépage est moyennement vigoureux et s'il est conduit à taille Guyot modérée, la fertilité assez bonne et régulière.
Le vin rouge a une couleur intense. Il est fin et rond, ses arômes sont fruités et sa structure tannique moyenne.

## Synonymes
néant